# Стара Загора
Вижте пояснителната страница за други значения на Стара Загора.
Ста̀ра Заго̀ра е град в Южна България, един от основните икономически центрове в страната, както и основен транспортен възел на Южна България. Той е административен център на едноименните община, област и регионална асоциация на общините РАО „Тракия“. Градът е пети по брой на населението в страната след София, Пловдив, Варна и Бургас. По данни на ГРАО към 15 март 2025 г. в града живеят 135 107 души по настоящ адрес и 153 533 души по постоянен адрес. Образува петата по големина градска агломерация в България с население от 213 444 жители (към септември 2007 г.), както и център на 5-ата по големина област в България с население към 31 декември 2016 г. от 321 377 души. Стабилното икономическо развитие на региона му отрежда второ място по БВП на глава от населението в страната.
В града се намира най-старият в Тракия български театър – Драматичен театър „Гео Милев“, античният Форум на Августа Траяна, а на 14 km от центъра на града е разположен националният балнеологичен курорт Старозагорски минерални бани. През 1925 г. е открита втората след София опера в страната – Южнобългарската опера (днес Държавна опера Стара Загора), а през 1895 г. – първият градски парк от европейски тип в България – Аязмото. В града се намират още и Музеят на религиите и музей „Неолитни жилища“.

## География
Градът е разположен в южните поли на Сърнена Средна гора с преход на юг към Старозагорското поле – източната част на Горнотракийската низина, край река Бедечка със средна надморска височина 196 m. Намира се на 234 km по асфалтов път и 250 km по релсов път от столицата София, на 102 km от Пловдив, на 288 km от Варна и на 172 km от Бургас.

### Квартали
Градът е разделен на отделни квартали около централната му част. Преди Втората световна война в покрайнините на града се оформят квартали от бежанци от тракийските и македонските български земи. Повечето от кварталите са изградени след Втората световна война, след като масово селското население в региона се преселва в града, за да осигури работна ръка за новите промишлени мощности. Няколко квартала са присъединени села.
Според кадастралната карта кварталите на града са: „Аязмото“, „Бедечка-Градински“, „Васил Левски“, „Възраждане“, „Гео Милев“, „Голеш“, „Дъбрава“, „Железник“, „Зора“, „Индустрия“, „Казански“, „Колю Ганчев“, „Лозенец“, „Македонски“, „Митрополит Методий Кусев“, „Опълченски“, „Самара 1“, „Самара 2“, „Самара 3“, „Славейков“, „Студентски град“, „Три чучура“, „Три чучура – север“, „Три чучура – юг“, „Атюрен“, АПК и Централната градска част на Стара Загора.

### Климат
Климатът на градската територия е преходноконтинентален с влияние от Средиземно море. През зимата времето е по-меко и по-топло в сравнение с градовете в Тракийска низина, тъй като Средна гора предпазва от студените северни и североизточни ветрове. В района виреят рядко срещаните в България екзотични дървесни видове магнолия, кедър, смокиня, лавър (дафиново дърво), нар, бадем, райска ябълка, кипарис. Средната годишна температура е 12,9 °C (средна януарска +1 °C и средна юлска +23,9 °C) със средногодишна валежна сума 598 mm. Северозападно от Стара Загора на около 16 km се намират Старозагорски минерални бани, а северно от града на около 15 km има друг минерален извор в село Ягода.
| Климатични данни за град Стара Загора             | Климатични данни за град Стара Загора | Климатични данни за град Стара Загора | Климатични данни за град Стара Загора | Климатични данни за град Стара Загора | Климатични данни за град Стара Загора | Климатични данни за град Стара Загора | Климатични данни за град Стара Загора | Климатични данни за град Стара Загора | Климатични данни за град Стара Загора | Климатични данни за град Стара Загора | Климатични данни за град Стара Загора | Климатични данни за град Стара Загора | Климатични данни за град Стара Загора |
| Месеци                                            | яну.                                  | фев.                                  | март                                  | апр.                                  | май                                   | юни                                   | юли                                   | авг.                                  | сеп.                                  | окт.                                  | ное.                                  | дек.                                  | Годишно                               |
| Абсолютни максимални температури (°C)             | 18,8                                  | 23,7                                  | 28,3                                  | 31,6                                  | 37,1                                  | 38,6                                  | 42,0                                  | 42,2                                  | 37,7                                  | 34,0                                  | 24,8                                  | 19,8                                  | 42,2                                  |
| Средни максимални температури (°C)                | 4,5                                   | 7,1                                   | 11,2                                  | 17,9                                  | 23,1                                  | 27,1                                  | 30,1                                  | 30,0                                  | 25,8                                  | 19,4                                  | 12,2                                  | 6,7                                   | 17,9                                  |
| Средни температури (°C)                           | 1,0                                   | 3,0                                   | 6,5                                   | 12,5                                  | 17,5                                  | 21,4                                  | 24,0                                  | 23,8                                  | 19,7                                  | 13,8                                  | 8,4                                   | 3,4                                   | 12,9                                  |
| Средни минимални температури (°C)                 | −2,1                                  | −0,7                                  | 1,9                                   | 7                                     | 11,7                                  | 15,4                                  | 17,7                                  | 17,5                                  | 13,8                                  | 9,1                                   | 4,9                                   | 0,2                                   | 8,0                                   |
| Абсолютни минимални температури (°C)              | −24,2                                 | −19,1                                 | −13,4                                 | −3,5                                  | −0,3                                  | 6,0                                   | 7,1                                   | 7,7                                   | 0,1                                   | −5,4                                  | −7,9                                  | −17,1                                 | −24,2                                 |
| Средни месечни валежи (mm)                        | 47                                    | 35                                    | 37                                    | 51                                    | 71                                    | 66                                    | 57                                    | 48                                    | 32                                    | 45                                    | 57                                    | 52                                    | 598                                   |
| ------------------------------------------------- | ------------------------------------- | ------------------------------------- | ------------------------------------- | ------------------------------------- | ------------------------------------- | ------------------------------------- | ------------------------------------- | ------------------------------------- | ------------------------------------- | ------------------------------------- | ------------------------------------- | ------------------------------------- | ------------------------------------- |
| Източник 1:                                       |                                       |                                       |                                       |                                       |                                       |                                       |                                       |                                       |                                       |                                       |                                       |                                       |                                       |
| Източник 2: „Климатът на България“ – Стефан Велев |                                       |                                       |                                       |                                       |                                       |                                       |                                       |                                       |                                       |                                       |                                       |                                       |                                       |

## Природа

### Флора и фауна

#### Характерна флора
Територията на община Стара Загора попада в Среднобългарския биогеографски район – подрайон Горнотракийска низина, отличаваща се предимно с равнинен характер, интензивно земеделие и значителна урбанизация. Това предопределя до голяма степен бедно по състав и изобилие биологично разнообразие, съхранено основно по склоновете на Сърнена гора и местата с екотонен ефект в равнината. Характерни горски съобщества са ксеротермните гори от цер, благун и космат дъб. Понастоящем доминират тревни, храстови и агроценози, като съставът им е разнообразен.
Единственото известно за науката находище на защитен от закона за биологичното разнообразие растителен вид е това в местността „Карасиврия“, северно от гр. Стара Загора, на звъниколистен тъжник (Spiraea hipericifolia). Видът е включен и в Червената книга на Р. България.

#### Характерна фауна
Фауната в района е съставена от европейски, евро-сибирски и холопалеарктични видове. Наред с тях са разпространени и много топлолюбиви средиземноморски, преходносредиземноморски, предноазиатски и степни видове. Степента на срещане на редки видове и ендемизмът са най-силно изразени при безгръбначните. Сравнително добри са дивечовите запасите на заек, сърна, благороден елен и дива свиня. Значителни са възможностите за увеличаване запасите на колхидския фазан и яребицата.

## История
Стара Загора е един от най-древните градове в света и през епохите градът е носил много имена, но най-често се споменават 8 от тях: Берое, Августа Траяна, Иринополис, Боруй, Верея, Ески Загра (Заара), Железник и Стара Загора.

### Неолитна епоха
Най-ранните следи от цивилизация в региона на Стара Загора се отнасят към края на 7-ото хилядолетие пр. Хр. Тогава, почти едновременно, върху днешната територия на Стара Загора и в близките ѝ околности възникват четири праисторически селища, едно от които е било най-голямото в българските земи в продължение на 6 хиляди години. Някои учени считат, че там се е намирал древнотракийският Берое.
През 1968 г. в града са открити Неолитни жилища от средата на 6-то хилядолетие пр.н.е., които са най-запазените и с най-богатия фонд в Европа и са превърнати в музей.
Установена е голяма гъстота на заселванията през неолита и халколита, над 120 праисторически селища и 5 праисторически селищни могили, с множество находки, като една от тях е и най-голямата в Европа. Животът тук започва в края на 7-о хилядолетие пр. Хр. и продължава до 12 век сл. Хр.
Край Стара Загора е открито и ритуално съоръжение на близо 8000 години.
При мащабни проучвания през 1970-те години край Стара Загора е открит и най-големият рудодобивен център в света през V хилядолетие пр. Хр. Тези най-древни в Европа метални рудници са на близо 7600 години. През 2014 археолозите от Регионален исторически музей (Стара Загора) откриват първата фабрика за производство на мед в Европа, на възраст над 7000 години.

### Античност
В района на днешна Стара Загора преди около 2500 години е основан Берое. През 46 година Берое е присъединен към Римската империя и става част от провинция Тракия. През 106 г. император Траян дава на града права за самоуправление и го прекръства на Августа Траяна. Градът се превръща във втори по големина икономически, административен и културен център в провинцията. Известният римски историк Амиан Марцелин пише: „Големите градове Филипопол и Августа Траяна, които в древността се наричали Евмолпиада и Берое, красят провинция Тракия“.
Градът има самостоятелно общинско управление, градски съвет и народно събрание и се ползва със специален статут. По специална заповед именно в този град се заселват ветераните от войните, водени от Римската империя. По времето на император Марк Аврелий (161 – 180) в града са построени прави улици, десетки жилищни и обществени сгради, градски стени, ограждащи площ около 50 ha и подсилени с около 40 кули, от които са проучени 11, водоснабдяване, канализация, театрална сграда, храмове, пазари, одеон, терми, форум. Построен е и театрон с мраморни седалки, от който са се наблюдавали зрелищните гладиаторски битки, шествията, тържествата, или събранията, където са се решавали важните за града дела. В града е съществувал гимназион, а спортните събития са се провеждали на стадион. В града се развиват изкуствата и музиката, за което свидетелстват намерените образци на бронзовата и каменната пластика, ювелирното изкуство, грънчарството, стъклени предмети, статуи и надписи за Орфей.
В Августа Траяна се появяват огромни имения с разкошни вили, например добре проучената тракийска вила „Чаталка“, принадлежала на тракийски аристократи.
Августа Траяна сече собствени монети в продължение на едно столетие – от управлението на Марк Аврелий (161 – 180) до Галиен.
През 3 – 4 век Августа Траяна е частично разрушена при нападенията на готите, но в началото на 4 век е наново укрепена.

#### Късна античност
През периода на късната античност (IV – VI в.) градът отново носи името Берое. Времената са свързани с преместването на столицата на империята от Рим в Константинопол, ускореното християнизиране на местното население, готските нашествия в края на IV в. и опустошителните набези на хуните в средата на V в.
През късната античност в Берое започва масово християнизиране на местното население, особено след Медиоланския едикт. Градът е едно от най-активните средища на ранното християнство. Пръв въвежда християнството тук апостол Карп – един от 70-те апостола на Иисус Христос и ученик на апостол Павел. Берое става седалище на епископия, прераснала в архиепископия. Епископът на Берое Демофил взема участие в Църковния събор в Сердика. През 355 г. римският папа Либерий е заточен в Берое, а Демофил заминава за Константинопол, където достига най-висок ранг – патриарх на Византийската империя.
През 6 век градът се споменава като Берое в календар на готите под датата 19 ноември, свързана с известните 40 жени-мъченички. В края на века градът е отново разрушен, но след това възстановен и носи името Верея.

### Средновековие
За пръв път областта Загоре (Загора) се споменава в известията на Георги Амартол, повторени от Лъв Граматик, Георгий Кедрин и Симеон Метафраст, където се описва помощта, която българската войска на Тервел оказва на император Юстиниан II при възстановяването му на константинополския трон. По този повод през 705 г. между Византийската империя и България се сключва мирен договор, според който на България се отстъпва областта Загоре. Три години по-късно, според други източници, Юстиниан II се опитал да си възвърне областта, но бил разбит край Анхиало. Според по-късните известия на Теофан Изповедник през 716 г. между новия император Теодосий III Адрамит и Тервел е сключен нов договор, според който към окончателно отстъпената област Загора на българите се отстъпва и още една част от Тракия, на запад от Загора, до „Милеона в Тракия“. През 717 г. Тервел оказва нова помощ на империята с голяма армия и разбива 30-хилядна арабска армия, обсадила Константинопол. След това Берое няколкократно преминава ту към Византия, ту към България.

#### От Берое на Иринопол
През 784 г. град Берое е във владение на Византийската империя, а византийската императрица Ирина посещава града заедно със сина си Константин VI и голяма свита придворни. Императрицата възстановява града и го нарича Иринопол – градът на Ирина. Летописецът Теофан Изповедник описва посещението на императрицата в Берое: „През тази година, през месец януари, индик седми, споменатият Ставракий се завърнал от земята на склавите и на хиподрума отпразнувал с триумф победата си. А през месец май от същия седми индик императрица Ирина със сина си и много войска излязла в Тракия, носейки със себе си музикални инструменти, и стигнала до Берое. Тя заповядала да застроят този град и го преименувала Иринопол“.

#### Трайно присъединяване към България
През 812 г. Иринополис отново е български и носи името Берое, след победоносната война на Крум от 812 г. Историческите източници показват, че след мирния договор от 817 г. българската държава предприема широкомащабни действия за защита и укрепване на района южно от Стара планина от Берое до морето и за трайното му присъединяване към България. До 860 г. Берое е български и през този период неговото население вече е преобладаващо българско. За няколко години византийците отнемат областта Загора, но по време на покръстването на княз Борис I в 864 г. областта Загора и град Берое са върнати на България. В хрониките за връщането на областта са посочени и нейните граници – от Сидера (Железни врата, дн. Змейовски проход) до Дебелт. В границите на България градът е център на комитат и запазва ролята си на едно от най-големите административни, стопански и религиозни средища. Императорите са живеели продължително време тук, използвайки Боруй като втора столица. Тук в продължение на два века е била резиденцията на византийските императори от рода на Комнините. Оттук те са организирали походи срещу северните нашественици – печенеги и кумани.
Каменните релефи от Стара Загора от 8 – 9 век са с висока културна и историческа стойност, признати са за шедьовър на изобразителното изкуство и са едни от най-интересните археологически находки в Европа.
До края на X в. градът е в български ръце и придобива изцяло български характер. Българите наричат града Боруй (видоизменена форма на тракийското Берое).
Посетилият града пътешественик ал-Идриси съобщава, че през XI – XII в. по пътя от град Верои до неотъждествения днес град Пацимиск се минава през следващи една след друга посевни площи, непрекъснати обработени полета, големи села, много лозя, овощни градини, покрай многобройни стада овце, едър и дребен добитък. По време на кръстоносните походи, когато войските на Фридрих I Барбароса минават през Балканите, австрийският свещеник Ансберт, който е имал достъп до императорската канцелария, пише за град Верея, че е „голям, богат град“, който кръстоносците превзели, ограбили и опожарили.

### Под османска власт
Османските войски нападат Боруй и Пловдив през 1364 г. при първия поход на Лала Шахин, но едва след втория му поход през 1372 г. завладяват Боруй. Най-голямата битка е станала на върха Българско кале, на 5 km западно от града.
Най-ранният османски документ, в който се споменава градът, е от 1430 г. Там той вече се нарича Ески Хисар. Османците, знаейки за старата история на града като център на областта Загоре, заварват в града огромно количество културно и историческо наследство и още в първите години го кръщават с най-различни сходни имена – Загр и Атик (Древна Загра), Загра и Атик хисар (Древният град Загра), Загра, Загра и Ески Хисар, Загралъ Ескиси (Стара Загра), Ески Загора (Древна Загора), Заграси Атик, Загралие Ескиси, Ескиси Загора (Стара Загора). По-късно обаче, през XVII век, се налага една-единствена форма – Ески Загра.
Според Евлия Челеби през XVII век в Стара Загора има 3000 къщи, около 760 пътища и 14 махали. По това време е имало 5 джамии: Алипаша, Текке, Налбей, Ноктаджъ и Хамзабей. Имало е още 1 медресе, 42 училища, 5 хамама (с имена: Аладжа, Паша, Йени, Чифте и Кючук хамам), 1 безистен и 855 дюкяна. Интересно е, че не споменава наличието на българско население в града, въпреки че има данни за надгробни плочи с български имена. Друго доказателство за това е запазен гръцки надпис в църквата „Свети Димитър“, който показва наличието на църква на това място много преди 1743 г., обслужваща християнското население.
През 1738 г. населението на Стара Загора е преобладаващо турско.
През 1788 г. върлува чумна епидемия, а през 1792 г. настъпват глад и суша, мор по добитъка, градушки унищожават цялата реколта. През това време из населените места минават военни контингенти с наказателни цели, които „свалят от голия ризата, а от босия цървулите“. Най-тежки са обаче 1813, 1814 и 1815 години: това са чумавите години, известни с името „Голямото Чумаво“ или „Големия Карън“. Следващата чумна епидемия идва през 1837 г. и се нарича „Малкото Чумаво“.
През 1841 г. в града е основано класно училище, което прилагало програмата и методите на габровската Априловска гимназия. През 1863 г. се открива девическо класно училище. В Стара Загора са учителствали Неофит Рилски, Иван Богоров, Петко Славейков и други. Тук са се учили и завършват с отличен успех Васил Левски и Райна Попгеоргиева. Градът е родно място на редица видни български възрожденски дейци като Захари Княжевски и Александър Екзарх. Две години тук е творил и Николай Павлович, който възнамерявал да открие рисувално училище.
През 1858 г. по предложение на старозагорския възрожденски деец Тодор Шишков местните жители започнали да наричат града си Железник. Това е била остра реакция срещу турското наименование Ески Загра. От този момент нататък името Железник се среща в редица документи, в периодичния печат, в надгробни паметници и строителни надписи. Поради голямата будност и настойчивост на заралии, на 13 април 1871 г. градът получава и днешното си име Стара Загора. Идеята е била на друг изтъкнат старозагорски деец по онова време – хаджи Господин Славов. Това се случва през 1871 г. на проведения в Цариград Народен църковен събор, на който е учредена Загорска епархия. Впоследствие градът приема името Стара Загора и става първият български град, преименуван с българско име още преди Освобождението.
Д-р Иван Богоров в своята книга „Няколко дена разходка по българските места“ (1868) отбелязва, че Ескизаарското поле е едно от най-плодородните в цяла Румелия и че Ески Загра е един от най-населените с българи градове в Румелия.

### Борба за национално освобождение

#### Старозагорско въстание
Избухналото в Босна и Херцеговина въстание през 1875 г. подтиква българските революционери към действия и те вземат решение за обявяване на незабавно въоръжено въстание в България. За център на въстанието се избира Стара Загора, тъй като старозагорският комитет е най-силен. За ръководител на въстанието в града е избран Кольо Ганчев, заможен за времето си човек с положение в обществото и председател на Старозагорския революционен комитет – едно от най-големите действащи звена с членска маса над 100 души.
След неуспеха на въстанието турските власти арестуват около 600 души. Ръководителят на въстанието Кольо Ганчев също е заловен и след категоричния му отказ да склони към предателство, той е измъчван месеци наред, ослепен и накрая обесен публично пред очите на старозагорци. Последните му думи са:„Исках да развея българското знаме върху турския конак и да видя Отечеството си свободно!“ Въпреки поражението, Старозагорското въстание изиграва своята роля за засилване на общия революционен подем сред българския народ, довел през следващата година до по-голямото Априлско въстание, а знамето на Старозагорските въстаници е първообраз на днешния български флаг.

#### Битката при Стара Загора
В началото на юли Предният отряд настъпва на юг от Стара планина и на 10/22 юли авангардът му влиза в Стара Загора. Командирите на Предния отряд и Българското опълчение – ген. Гурко и ген. Столетов са тържествено посрещнати. Кметът на града Петко Славейков ги приветства в църквата „Свети Димитър“ и пред събралите се хиляди граждани и цялото духовенство е отслужен молебен.
В града са разположени 14 руски ескадрона, 12 оръдия и 4 дружини на Българското опълчение начело с генерал-майор Столетов. Генерал Гурко напуска града за участие в боя за Нова Загора. В Стара Загора остават 4 опълченски дружини, 4 планински оръдия, 3 кавалерийски полка, 2 казашки стотни и 8 конни оръдия – общо около 4500 души, които заемат отбранителна линия с дължина 4 км под формата на дъга на около 1,5 км южно от Стара Загора. Тя е разделена на десен фланг (II Опълченска дружина, командир подполковник Куртянов), ляв фланг (V Опълченска дружина, командир подполковник Нишченко), а в центъра са спешените казашки сотни.
Междувременно Централната османска армия на Сюлейман паша продължава да настъпва към Стара Загора и Нова Загора. Решителната битка започва на 31 юли сутринта с турска атака. Около 10 часа главният удар срещу левия фланг е отбит, но към обяд Сюлейман паша разгръща всичките си сили, надвишаващи неколкократно руските и български войски и положението на защитниците става неудържимо, след като всички резерви влизат в боя. Най-жестокият османски удар е поет от героичната Трета опълченска дружина с командир подполковник Павел Калитин. Тя, заедно с Първа опълченска дружина, трябва да прикрива отстъплението на останалите военни части и да даде възможност на населението да напусне града. Изморените опълченци отстъпват по пътя към Казанлък заедно с хората сред писъците на жертвите от горящия град. Последен напуска града полковник Фьодор Де Прерадович. В Стара Загора влизат три османски табура и извършват масово клане на неизтеглилото се българско население.
Битката при гр. Стара Загора се счита за бойното кръщене на Българското опълчение и българската армия.

#### Пълното унищожение на Стара Загора
Огромното превъзходство на турската армия принуждава ген. Гурко да се оттегли към Шипка, където българските опълченци проявяват нечувана храброст и героизъм. С навлизането в Стара Загора турците започват кланета и извършват масови убийства, като избиват 14 500 българи от града, а около 10 000 млади момчета, девойки и жени са отвлечени в Турция. Градът е напълно разграбен, опожарен и унищожен. Малкото останали живи се спасяват с бягство в Северна България. Тогавашните съвременници смятат, че на това място никога повече няма да съществува град.

### Част от Източна Румелия
Възстановяването на Стара Загора започва веднага след Освобождението. За тази цел през 1878 г. в Стара Загора пристига известният архитект от Австро-Унгария Лубор Байер, който проектира модерната правоъгълна шахматна планировка, характерна за днешна Стара Загора. На 5 октомври 1879 година главният управител на Източна Румелия Алеко Богориди полага символичния първи камък за възстановяването на града. В България единственият друг град с такъв устройствен план е Нова Загора, който също е изгорен от турците. С шахматна планировка са едни от най-модерните и големи градове в света.

### 20 век
След Втората световна война населението на града е 38 325 души (1946). През 1956 г. Стара Загора достига 56 000 души, 1965 г. – 87 000. През 1968 г. Стара Загора вече достига 100 000 души и се нарежда между най-големите български градове – стохилядници. На преброяването през 1975 г. населението на града е 122 000 души. През 1985 г. 157 000 души. През 1992 г. населението достига 162 768.

## Население

### Численост на населението
Численост на населението според преброяванията през годините:
| \| Година на преброяване \| Численост \| \| --------------------- \| --------- \| \| 1887 \| 16 000 \| \| 1910 \| 22 000 \| \| 1934 \| 30 776 \| \| 1946 \| 38 325 \| \| 1956 \| 56 177 \| \| 1965 \| 88 621 \| \| 1975 \| 122 277 \| \| 1985 \| 150 302 \| \| 1992 \| 150 518 \| \| 2001 \| 143 420 \| \| 2011 \| 138 272 \| \| 2021 \| 122 536 \| |           |
| Година на преброяване | Численост |
| 1887 | 16 000    |
| 1910 | 22 000    |
| 1934 | 30 776    |
| 1946 | 38 325    |
| 1956 | 56 177    |
| 1965 | 88 621    |
| 1975 | 122 277   |
| 1985 | 150 302   |
| 1992 | 150 518   |
| 2001 | 143 420   |
| 2011 | 138 272   |
| 2021 | 122 536   |

Непосредствено преди опожаряването през лятото на 1877 г. гр. Стара Загора наброява 25 460 души, с което е най-големият град на територията на днешна България, изпреварвайки с 1400 души гр. Пловдив, който по същото време наброява 24 053 души. Липсата на активна държавна политика попречва на възстановяването на водещата позиция по население на Стара Загора в Тракия отпреди опожаряването. При първото преброяване след освобождението на Източна Румелия през 1884 г. Стара Загора има едва 15 288 души население, като градът от най-голям пропада едва до 7-о място по големина в освободените български земи след Сливен, който е с 20 000 души население.
В следващите няколко години Стара Загора отново изпреварва Сливен, а през 1901 г. и Шумен, който след напускането на голяма част от турците е в застой на населението си чак до 1934 г. От 1901 до 1913 г. Стара Загора със своите 27 000 души заема 5-о място по големина след София, Пловдив, Варна и Русе.
През 1926 г. Стара Загора е изпреварена по население от Бургас – град, който нараства бързо поради стратегическото си място и поради големия брой бежанци, прокудени от турците от Одринска Тракия, заселили се в него след Междусъюзническата война. За кратко Стара Загора е изпреварвана от Плевен (1946 – 1956) и Перник (1956 – 1959).
През 1934 г. населението на Стара Загора се увеличава до 29 825 души. През 1946 г. населението на града е 38 325 души. През 1956 г. Стара Загора достига 56 000 души, 1965 г. – 87 000. През 1968 г. Стара Загора вече достига 100 000 души и се нарежда между най-големите български градове – стохилядници. На преброяването през 1975 г. населението на града е 122 000 души. През 1985 г. 157 000 души. През 1992 г. населението достига 162 768.
От 2001 година в града съществува конгрешанска църковна община, част от Съюза на евангелските съборни църкви.
| Година | 1887                         | 1910  | 1934  | 1946  | 1956  | 1965  | 1975   | 1985   | 1992   | 2001   | 2005   | 2009   | 2011   | 2013   | 2016   | 2017   | 2018   | 2019   |
| Население | 16000                        | 22000 | 29800 | 38300 | 56100 | 88900 | 122500 | 150803 | 150518 | 143420 | 141480 | 140456 | 138272 | 137834 | 136781 | 136307 | 135715 | 134726 |
| | Най-голям брой 150803 в 1985 |       |       |       |       |       |        |        |        |        |        |        |        |        |        |        |        |        |
| Източници: Национален статистически институт, „citypopulation.de“, „pop-stat.mashke.org“, Географски институт при БАН |                              |       |       |       |       |       |        |        |        |        |        |        |        |        |        |        |        |        |

### Етнически състав

#### Преброяване на населението през 2011 г.
Численост и дял на етническите групи според преброяването на населението през 2011 г.:
|                     | Численост | Дял (в %) |
| Общо                | 138 272   | 100,00    |
| Българи             | 117 963   | 85,31     |
| Турци               | 1965      | 1,42      |
| Цигани              | 5430      | 3,92      |
| Други               | 579       | 0,41      |
| Не се самоопределят | 617       | 0,44      |
| Неотговорили        | 11 718    | 8,47      |

## Икономика и инфраструктура

### Икономика
Регион Стара Загора е динамично развиващ се и по редица показатели е на водещи позиции в страната. За 2004 г. регионът има рекордно висок растеж на стойността на произведената продукция от 26%, на продажбите от 23% и на брутния вътрешен продукт от 24,6%.
По информация на областна администрация през 2004 г. и 2005 г. област Стара Загора вече е на второ място по брутен вътрешен продукт (БВП) и запазва трето по индекс на човешко развитие (ИЧР). ИЧР се определя от БВП на човек, ниво на грамотност, очаквана продължителност на живота и др. През 2004 г. преките чужди инвестиции в региона са 838 млн. евро (при 2020 млн. евро общо за България), което представлява над 40% от всички инвестиции в страната. Около 600 млн. евро от инвестициите са в сферата на енергетиката.
Според изследване на неправителствената организация Industry Watch, проведено през второто тримесечие на 2005 г., Стара Загора е на второ място (след София) по средна работна заплата сред 27-те областни центъра в България. Това се отнася както за номиналната, така и за реалната работна заплата, определена на базата на съотношението към покупателната способност. През март 2008 г. Стара Загора вече е с най-високите заплати в страната. Архив на оригинала от 2009-02-07 в Wayback Machine. Към март 2008 г. безработицата в област Стара Загора е 5,66%, а в града – под 4%, което е едно от най-ниските нива в страната.
Най-големият работодател в Стара Загора е промишлено-енергийният комплекс „Марица Изток“. Заети са около 20 000 души от областта, от които около 10 000 са жители на Стара Загора. Строителството на Мини Марица изток започва по разпореждане на Министерския съвет през 1952 г. с разработването на въглищния басейн и изграждането на рудник Трояново, ТЕЦ Марица Изток 1 и фабриката за въглища. Тя има капацитет 1,8 млн. тона и преработва ежегодно към 3,5 – 4 млн. тона въглища. Впоследствие се изграждат ТЕЦ Марица Изток 2 и ТЕЦ Марица Изток 3. Марица Изток дава 30% от електроенергията на България, а Мини Марица изток са най-големият производител на въглища в България (83%). В промишления комплекс Марица Изток заплатите са едни от най-високите в България. „Марица Изток“ се модернизира, като се подменят остарелите инсталации, увеличава се капацитетът на произведената електроенергия и се изграждат пречиствателни мощности, които да редуцират до минимум вредните емисии, изхвърляни в атмосферата.
Големи фирми, занимаващи се с оборудване на бензиностанции, газостанции и метанстанции са Ефир Стара Загора и Изот сервиз.
В Стара Загора се намира най-голямата пивоварна в България – „3агорка“, част от групата Хайнекен. „Загорка“ АД произвежда бира и държи около 30% от пазара на пиво в страната. Там работят над 800 души.
В Стара Загора е седалището и на производителя на вино „Домейн Менада“, който от 2002 г. е собственост на френската фирма „Belvédère“. Винарната е една от най-проспериращите на българския пазар, както и като износител на вино в чужбина. „Домейн Менада“ и „Оряховица“ са производители на вина от сорта каберне совиньон, както и от сортовете мерло, рубин, шардоне, димят и др. През 2004 г. са направени големи инвестиции за нови мощности във винзавода, както и за нови лозови масиви. Друга винарна е избата в с.Оряховица, на 15 km от Стара Загора.
Други важни предприятия в града са: ДЗУ; Завод за чугунени отливки „Прогрес“; Завод за текстилни влакна; Завод за инструментално и нестандартно оборудване; Завод за технологично оборудване; Завод за метални конструкции; Ковашко-пресов завод „Пресков“; Завод за машини за хранително-вкусовата промишленост „Хранинвест – Хранмашкомплект“; предприятия за мебели „Средна гора“; Завод за трикотаж „Наталия“; Зърнофуражен комбинат; мелница „Загоре“; Завод за макаронени изделия „Загария“; Завод за слънчогледово масло „Бисер олива“; Птицекомбинат „Градус“ и др. През април 1963 година започва работа Азотноторовият завод „Агробиохим“, по това време – един от десетте най-големи в света, просъществувал до 2000 г. През 2006 г. международният консорциум „Линде груп“ инвестира близо 10 милиона евро на територията на „Агробиохим“, като изгради високотехнологична станция за въздушна сепарация, където се добиват кислород, азот и аргон с висока чистота.
Стара Загора е средище на богатата селскостопанска област Загоре, прочута с пшеницата си, с производството си на различни зърнени храни, технически култури, зеленчуци, плодове, грозде. Те служат за прехрана на населението и за суровини за хранително-вкусовата промишленост. Местната старозагорска овца от 1950 г. се използва като подложка при създаването на тракийската тънкорунна овца.
През март 2006 г. в Стара Загора започва изграждането на Бизнес парк Стара Загора върху площ от 260 дка в източната част на града. Изградена е частична инфраструктура, но поради кризата развитието му е преустановено.

### Търговия
През 2008 г. в Стара Загора отваря врати първият търговски център тип мол – Park Mall Стара Загора, разположен на 30 000 m² застроена площ, от които 20 000 m² са търговска. В сградата има кино „Арена“ с 6 зали и общо 950 места, триизмерно кино, хипермаркет „Jumbo", както и още обекти. В мола са инвестирани 25 милиона евро и са разкрити над 800 работни места.
През 2010 г. отваря врати най-големият шопинг център в Стара Загора и региона – Galleria Stara Zagora. Той е разположен на 36 400 m² застроена площ, от които 26 000 m² са търговска. В сградата има кино „Cinema City“ със 7 зали и общо 1300 места, триизмерно кино, както и още над 100 обекта. В мола са инвестирани 65 милиона евро и са разкрити над 500 работни места.
Изграден е и Сити център Стара Загора с разгърната застроена площ (търговска, офиси и жилищна) над 18 000 m², разположена на 5 нива и над 10 000 m² паркинг.
В Стара Загора работят и редица хипер- и супермаркети като „Метро“, „Кауфланд“ – 2 магазина, „Била“ – 6 магазина, „Лидл“ – 3 магазина, „Технополис“, „Техномаркет“ и „Зора“ – 2 магазина и строителните хипермаркети: „Практикер“, „Практис“, „Хоуммакс“ (бивш „Баумакс“) и „Багира“.
В града, към 13.05.2025 г., куриерска фирма „Еконт Експрес“ обработва пратки чрез 12 стационарни офиса и 1 мобилен офис, а куриерска компания „Спиди“ – чрез 14 стационарни офиса и 14 автоматични пощенски станции. Логистичният център на „Спиди“ в съседното село Маджерито е с национално и регионално значение, както и този на „Еконт“. В града офиси и складове имат и други национални и международни спедиторски компании.

### Транспорт
Географското положение на града прави връзките с останалата част на страната добре развити. Стара Загора е основен жп възел, през който минават железопътните линии София–Пловдив–Бургас и жп линия 4 Русе–Подкова (проект за продължаване през прохода Маказа до Дедеагач на Егейско море)/Свиленград (продължение до Истанбул и до Дедеагач).
В квартал „Колю Ганчев“ се намира летище Стара Загора, което има дълга писта, подходяща за приемане на големи самолети, но от началото на 1990-те не функционира.
През територията на града преминават трансевропейски коридори номер 8 и 9 от общо пет, пресичащи територията на страната. От 2007 г. на няколко километра южно от града минава автомагистрала „Тракия“. Автобусни връзки свързват Стара Загора с другите големи градове на България. Градският транспорт се осъществява от 34 автобусни и 4 тролейбусни линии.

### Регионални институции
В Стара Загора се намира регионалната администрация за голяма част от Тракия на проекта за временна заетост Красива България.

### Образование
На 30 октомври 1974 г. се полагат основите на висшето образование в Стара Загора. Днес в западната част на града се намира Тракийският университет. В структурата му се включват Медицински факултет, Ветеринарномедицински факултет, Стопански факултет, Педагогически факултет и Аграрен факултет. Университетът има филиали в Ямбол и Хасково.
Други висши училища са Частен колеж „Телематика“ На територията на града функционират и медицински и педагогически колежи. За нуждите на студентите е построен Студентски град.
- Медицински колеж към Тракийския университет
- Колеж по охрана и сигурност „Свети Георги Победоносец“

В Стара Загора има и над 40 училища, включително: Търговска гимназия „Княз Симеон Търновски“, Професионална гимназия по строителство, архитектура и геодезия „Лубор Байер“, Професионална гимназия по електротехника и технологии, Природо-математическа гимназия „Гео Милев“, Гимназия с преподаване на чужди езици „Ромен Ролан“, ПГ по ветеринарна медицина, ПГ по механотехника и транспорт, ПГ по електроника „Джон Атанасов“, СУ „Максим Горки“ (Стара Загора), СУ „Иван Вазов“ (Стара Загора), Средно музикално училище и Средно спортно училище, ПГ по облекло и хранене и други.
През 1995 г. отваря врати Българо-германски център за професионално обучение – Стара Загора . От 1 юни 2011 той става част от Държавно предприятие „Българо-германски център за професионално обучение“.
През 2011 г. отвори врати и едно от най-модерните и съвременни частни училища на територията на общината – Частно средно общообразователно училище „Делфините“  Архив на оригинала от 2021-05-06 в Wayback Machine.

### Спорт
В Стара Загора има много спортни съоръжения. Основният стадион на града е стадион  Берое. Стадионът има футболно игрище с осветление, лекоатлетическа писта и тренировъчни игрища. Модернизиран е и стадиона на ФК Верея (Стара Загора) (Трейс Арена).
На стадиона на 20 август 1988 г. Йорданка Донкова поставя световен рекорд на 100 метра с препятствия, който заедно с рекорда на Стефка Костадинова на висок скок е един от двата световни лекоатлетически рекорда, които България притежава повече от 30 години.
В града има няколко спортни зали – „Общинска спортна зала“ (бивша зала ДЗУ) за баскетбол, нова спортна зала в СУ „Иван Вазов“ (Стара Загора), зала за бадминтон, много тенис игрища, закрити и открити зали за футбол на малки врати, площадки за фитнес на открито и др.
В парк Аязмото има площадки за игра на открито за бадминтон, фитнес и тенис.
Изградени са около осем километра велоалеи, които свързват всички паркове на Стара Загора.

### Медии
На 13 декември 1927 г. започва историята на радиото в Стара Загора, а на 1 февруари 1936 г. стартира редовната програма на „Радио Стара Загора“, втората в България радиостанция след Радио София. Днес в Стара Загора се приемат следните ефирни радиостанции (с честота в MHz): Стара Загора (88.3), Радио 1 (88.8), Bulgaria ON AIR (89.7), FM+ (90.3), NRJ (90.8), БГ Радио (93.6), Веселина (95.8), Сити (96.8), Вероника (97.4), Христо Ботев (98.3), Хоризонт (99.7), Z-Rock (100.1), Радио Фокус (102.6) Радио 1 рок (103.4), Радио Фреш (104.6), N-JOY (106.2), Дарик Радио (106.8).
Местни печатни издания са: Национална бизнес поща, Старозагорски новини, Наблюдател
Местни телевизионни канали са: ТВ Стара Загора, ТВ Стойчев, ТВ Загора.
Информационен сайт infoz.bg

## Политика

### Кмет
Кмет на Стара Загора (трети мандат) е Живко Тодоров от партия ГЕРБ. На 27 октомври 2019 г. той печели изборите за кмет на община Стара Загора.

### Символи на Стара Загора
- Герб на Стара Загора
- Знаме на Стара Загора

### Побратимени градове
- Била Церква, Украйна
- Барейро, Португалия
- Даунпатрик, Северна Ирландия
- Крушевац, Сърбия
- Лариса, Гърция
- Радом, Полша
- Самара, Русия
- Шефийлд, Великобритания
- Модена, Италия

Градове, с които Стара Загора има партньорски отношения:
- Била Церква, Украйна
- Дърам, Северна Каролина, САЩ
- Дрезден, Германия
- Лил, Франция
- Модена, Италия
- Родосто, Турция

## Културни и природни забележителности
Обекти в Стара Загора, които са част от Стоте национални туристически обекта, Български туристически съюз:
- Античен форум „Августа Траяна“ – най-старият по нашите земи;
- Неолитни жилища, 9:00 – 12:00 и 14:00 – 17:00 ч., почивни дни неделя и понеделник, има печат;
- Мемориален комплекс „Бранителите на Стара Загора – 1877 г.“;
- Регионален исторически музей – бул. „Руски“ 42, 10:00 – 18:00 ч.; почивен ден понеделник, има печат.

### Църкви
- „Въведение Богородично“
- „Свети Димитър“
- „Свети Никола Чудотворец“
- „Света Троица“[45]
- „Свети Паисий Хилендарски“
- „Св. св. Кирил и Методий“
- „Свети Теодор Тирон“
- Старозагорска митрополия

### Джамии
- Музей на религиите (Ески джамия)

### Театри и опера
- Държавна опера[46] – първата българска опера извън София. Новата сграда на Старозагорската опера е най-голямата на Балканския полуостров. Построена през 1974 г., през 1991 г. тя е подпалена от вандали. Към 2010 г. работата по ремонта е приключена.
- Драматичен театър „Гео Милев“, един от най-старите в България.
- Държавен куклен театър

### Музеи
- Регионален исторически музей
- Музей „Литературна Стара Загора“ – предлага визуална среща с литературното минало на Старозагорския край, който заема централно място в българските литературни традиции.
- Форум на Августа Траяна – най-известният античен паметник на културата в Стара Загора, разположен близо до Съдебната палата
- Южната порта на Августа Траяна
- Късноантична обществена сграда с мозайка (4 – 6 век; експонирана в партерния етаж на паричния салон на Централната пощенска палата
- Късноантична подова мозайка от края на 4 век близо до сградата на НТС
- Хилендарски метох, в двора на храм „Свети Димитър“ – централно място в експозицията заема темата „Левски в Стара Загора“, която проследява тригодишния престой на Апостола в града (1855 – 1858 г.) и ролята му при изграждането на местните революционни комитети
- Музей „Неолитни жилища“ – експозиция на запазени човешки обитания и съдове от периода на ранния неолит (средата на 6 хилядолетие пр.н.е.), експонирани в специална защитна сграда.
- Халколитни медни рудници в местността Мечи кладенец (Аирбунар)
- Тракийска гробница
- Къща музей „Гео Милев“
- Къща музей „Градски бит XIX в.“ – експозицията е уредена в Хаджиангеловата къща, строена през 1883 г. от дебърския майстор уста Георги
- Балабановата къща, в която е уредена експозицията на старозагорските занаяти от края на XIX век
- Мемориален комплекс „Бранителите на Стара Загора 1877 г.“, издигнат в памет на българските опълченци, сражавали се за освобождението на Стара Загора, под командването на подполковник Калитин.
- Римските терми при Старозагорските минерални бани
- Берекетска могила
- Ески джамия – единствената оцеляла сграда след опожаряването на Стара Загора през Руско-турската Освободителна война, завършена през 1409 г.

### Галерии
- Изложбена зала Байер
- Ателие Галерия Палитра – Изящно и приложно изкуство, икони
- Галерия 8 – Сборна изложба – живопис пластика и икони
- Галерия за изящни и приложни изкуства „Алба Авитохол“ – обща експозиция
- Галерия за изящно изкуство Кавръков – Сборна изложба живопис, графика, икони
- Галерия за изящно и приложно изкуство „Грема“
- Галерия за класическо изкуство
- Галерия „Зодиак“ – Живописни платна, графики и пластики от изявени автори
- Галерия „Палитра“ – Изящно и приложно изкуство
- Художествена галерия Стара Загора
- Художествена галерия „Радев“ – сборна изложба живопис – постоянна експозиция
- Римска Мозайка – живопис, графика, пластика, фотографии; изящно и бижутерийно изкуство
- Галерия „Паре“ – Съвременна живопис и приложно изкуство
- Галерия „Рицар“ – Живопис, графика, скулптура и приложно изкуство
- Галерия „Хоби“ – Сборна изложба

### Библиотеки
- Регионална библиотека „Захарий Княжески“[47]
- Библиотека „Родина“[48]

### Обсерватории
- Централна астрономическа лаборатория за космически изследвания към Българска академия на науките – намира се в парк Аязмото, на върха на „Втория баир“
- Народна астрономическа обсерватория и планетариум „Юрий Гагарин“

### Паркове
Стара Загора разполага с няколко парка, като най-известния от тях е Аязмото с площ от 3500 дка. Преди да бъде превърнат в лесопарк от митрополит Методий Кусев на това място се е издигал гол скалист и безводен баир, но сега мястото е една от гордостите на Стара Загора. Пред входа на парка се издига бронзов барелеф на Старозагорския владика, направил много за съгражданите си, а до върха край малък храм, застроен на мястото на древно езическо светилище, е мраморната му гробница. В Аязмото се намират Старозагорска зоологическа градина и Ботаническа градина. Основен ремонт на инфраструктурата на парка е направен през 2018 – 2019 г.
Център за рехабилитация и размножаване на редки видове е разположен на площ от 6800 m². Създаден е в периода 1990 – 1994 г. и служи за рехабилитация, лечение, размножаване и отглеждане на редки видове. Центърът е член на световния съвет по рехабилитация на диви животни IWRC.

## Редовни събития
- Годишен фестивал на оперното и балетното изкуство – основан през 1967, в началото като тематични дни, прераснали във фестивал през 1973. Това е първият и най-голям оперен фестивал в България. В Стара Загора гостуват всички опери от страната и много оперни театри от чужбина. Провежда се всяка година в продължение на 2 месеца – от април до юни.
- 5 октомври – Ден на Стара Загора
- Традиционни факелни шествия на 3 март (по случай Националния празник) и 19 юли (годишнина от „Старозагорското клане“), организирани от сдружение „Вярност“ – www.вярност.net
- юни – поход „Верея“, към ТД „Сърнена гора“
- Празници на липите – всяка година от края на май до средата на юли се провеждат градските празненства, посветени на цъфтежа на липите.
- май-юни – Международен филмов фестивал за ново европейско кино „Златната липа“
- септември – Международен куклено-театрален фестивал за възрастни „Пиеро“
- Състезания по корабомоделизъм – езерото Загорка е домакин години наред на световни, европейски, балкански и национални състезания. Всяко лято се организират Дни на корабомоделизма, организира се специален пресцентър, който отразява състезанията.

## Почетни граждани
Почетни граждани на града са Леонид Брежнев, Валентина Терешкова, Алексей Маресиев, генерал Стою Неделчев-Чочоолу, Веселин Ханчев, Иво Папазов и други. Званието се връчва всяка година по решение на Общинския съвет.

## Други
На Стара Загора са наречени улиците:
- „Стара Загора“ (Карта) в София.
- „Боруй“ (Карта) в София
- „Стара Загора“ в Самара, Русия.[51]
- „Верея“ в Стара Загора
- „Верея“ в Калояновец
- „Верея“ в Паничерево
- „Верея“ в Малка Верея
- „Боруй“ в Малка Верея

## Галерия
- Музей „Неолитни жилища“
- Сградата на Пощата
- Универсалният магазин
- Езеро „Загорка“
- Локомотивът пред гарата
- Античен форум
- Античен форум